# 77级
77级是指1977年中国在文化大革命结束后恢复高考首次招收的大学生。当时，中断了11年的全国高考制度在邓小平的关心和推动下得到恢复。 有超过570万青少年参加考试，其中4.8%被录取。

由于考试在冬季举行，学生于1978年3月初开学，所以1977级和1978级的学生同年进入大学，仅相差六个月。 因此，这两个年级的学生常被统称为“77-78级”。
他们中有许多人毕业后在各行各业做出了各种贡献。

## 历史背景
1977年8月，刚刚第三次复出的邓小平在北京主持召开科教工作座谈会。 会议决定恢复自1965年起一直停止的普通高等學校招生全國統一考試（简称高考）。10月12日，国务院批准《教育部关于1977年普通高等学校招生的意见》，自此 该文献成为了考试和录取工作的国家政策。  10月22日，《人民日报》发表报道，正式向全国宣布恢复高考。 

### 申请条件
申请参加考试的考生需满足以下条件：
1. 政治历史清楚，拥护中国共产党，热爱社会主义，热爱劳动，遵守革命纪律，立志为革命学习；
2. 高中毕业，或具有相当于高中毕业的文化水平，或者是高中最后一年的学生，成绩优秀；
3. 年龄20周岁左右，不超过25周岁，未婚（有丰富实践经验和学术成就或专业知识者，年龄可放宽至三十周岁，允许已婚）；
4. 身体健康。

### 招生办法
考试录取办法包括：
1. 符合上述条件者，可向所在单位提出申请，并填写2至3个志愿院校及学科。 单位将根据招生条件进行审核。 符合条件的，经县（或县级区）招生委员会批准后可参加考试。
2. 考试分文理两类。文科考试科目是：政治、语文、数学、史地。理科科目：政治、语文、数学、理化。报考外语专业的加试外语。由省、市、自治区拟题，县（区）统一组织考试。
3. 地区（或地级市）招生委员会组织阅卷，根据学生成绩提出参加政治审查和体格检查的名单。 政治审查主要看学生本人的政治表现。 然后，地（市）招生委员会根据政治审查、知识考试和健康检查的结果提出初选名单。
4. 各高校在省、市、自治区招生委员会的领导下，认真审核地（市）报送的初选名单等全部材料，考虑个人意愿，择优录取。 国家重点大学优先录取。

从1977年11月到12月，有超过570万名15岁至36岁的考生参加高考。 

## 考前准备
文化大革命期间，中小学学生学得较少。 唐诗宋词和西方文学基本从语文课本中剔除，数理化课程被“工业基础知识”和“农业基础知识”所取代，历史和地理科目根本没有教过。 英语方面，学生们学习了26个字母和 "poor and lower-middle peasants" (贫下中农), "worker-peasant-soldier students" (工农兵学员) 和 "comrade" (同志) 等少数现代英语中很少使用的单词。 
准备考试的时间只有两个月左右，而且往往只有过时或质量低劣的教科书。 许多中学提供免费课程来帮助学生准备考试。 这些课程的出席人数非常多，常常有学生站在窗外听课，因为教室已满员。 

## 考试及录取
由于考生人数众多，竞争激烈。 参加考试的有从1966年高考取消到1977年12年的高中毕业生，还有提前参加高考的优秀在校高中生（原计划1978年毕业）。 所以，有13年的高中毕业生。
各省、市、自治区自行编写试题。 与后来的多年做法不同，当时没有全国统一试卷。 不同省市的考试时间也不同，例如，北京的考试时间为12月10日至12日，福建省的是12月16日至17日。参加外语考试的则多加一天。
最初，按原计划只有20万人被大学录取。 后来，由于参加考试的人数多达570多万，（如果考虑到不少省市事先进行了初试，按照计划招生人数的2至5倍选拔学生参加后来的正式考试，那么考生总数还会更大。 ），而且许多考生成绩优异，因此录取人数扩大到27.3万人。 即便如此，录取率仅为4.8%，仍是中国高考历史中的最低水平。
由于考试在冬季举行，学生于次年3月初开学，于是77和78级的学生同年进入大学，仅相隔半年。 与77级一样，78级也有许多年纪较大的往年高中毕业生。 因此，这两级学生常被统称为“77-78级”。

## 特别之处
77级的学生在很多方面都较为特别。
由于年龄差别大，该群体拥有更广泛的大学前社会经验。 进入大学时，学生中最大的已超过35岁，最小的仅15岁。有老师和学生一起参加高考，有母亲和女儿同时上大学，有的是还在中学读书的十几岁少年，有的已经是几个孩子的父母了。
1977年高考，由于准备时间很短，考生原有的知识就显得尤为重要。 对于最终被录取的人来说，除了智力因素外，非智力因素也发挥了一定的作用。 在“读书无用论”盛行的时代，他们依然坚持读书。 而且，上大学后，他们更加珍惜来之不易的学习机会。
据厦门大学的一项研究结果显示：1977、1978年级学生中知识分子家庭出身的比例分别达到25.38%和23.46%，创历史最高水平，远高于1965年（文革前一年）的6.2%和1976年（当时工农兵入校靠单位推荐而不是入学考试）的9.83%。 1977年和1978年农民家庭出生的比例分别为11.93%和11.27%，为历史最低，而1965年和1976年分别为47.05%和26.08%。 

## 毕业之后
77级的27万学生毕业于1980至1984年，当时中国改革开放正如火如荼地进行着。
学生毕业后，除少数属于“社来社去”计划的以外，其他都由政府按国家计划（并考虑学生的志愿）统一分配到不同的工作岗位。  即便如此，他们大多都得到了好工作，因为整个国家，特别是大城市和大公司，都非常需要人才。
后来，由于77、78级的成功率很高，社会上给他们起了“金77、银78”的绰号。 这些大学生聚集了过去13年年轻人中的精英，所以人才相对集中也就不足为奇了。 在政治、科学、商业等诸多领域，这两个群体中涌现出一大批领军人物。 人们看到，中国党政高层领导班子中77、78级的成员越来越多, 称之为中国政坛的“77、78现象”。
77和78級于2000年初开始有人退休，由于年龄和职业的广泛性，他们的退休将持续相当长的一段时间。 

## 不利条件
与其他大学生相比，77级存在一些不利条件。因为他们的中小学教育大多或全部都在文化大革命期间度过。学制缩短，开门办学，停课闹革命，复课闹革命，红卫兵大串联，学习张铁生考试交白卷，批斗和下放许多有真才实学的老师等等做法，都严重影响了他们的健康成长。有的高中没上就去上山下乡。 尽管他们在高考前后都在努力“恶补”相关知识，但由于错过了最佳学习时间和环境，之后还是常常会感觉到基础知识的“先天不足”。其中的英文科更是重灾区。

另一个不利条件是年龄偏大，大学毕业后的工作时间也就比较短。而且大男大女一毕业就要急于结婚成家（有的入大学时就已经成家甚至有孩子了），负担比较重。这也制约着他们后来的事业发展和社会贡献。
以上不利条件78级也有，但没有77级那么严重。因为78级多了半年的高考准备时间，而且有许多高中应届毕业生的加入。

## 著名成员
- 李克强
- 王毅
- 刘晓波
- 张艺谋
- 熊晓鸽
- 薄熙來